# Anoba suffumata
Anoba suffumata là một loài bướm đêm trong họ Erebidae.